# Катринехолм (община)
Община Катринехолм (на шведски: Katrineholms kommun) е разположена в лен Сьодерманланд, източна централна Швеция с обща площ 1196 km2 и население 32 930 души (към 31 декември 2013). Административен център на община Катринехолм е едноименния град Катринехолм.